# Ernesto Ferreira
Manuel Ernesto Ferreira (Vila Franca do Campo, 23 de Março de 1880 — Vila Franca do Campo, 4 de Janeiro de 1943), mais conhecido por Ernesto Ferreira, foi um padre católico, etnógrafo e naturalista. Manteve extensa colaboração com a imprensa da ilha de São Miguel e fundou e editou a revista A Phenix (Vila Franca do Campo) e o jornal A Crença (ainda em edição).

## Biografia
Manuel Ernesto Ferreira, embora tenha assinado toda a sua vida apenas como Ernesto Ferreira, foi filho de Mariano José Ferreira e de Maria da Glória Sales Ferreira, proprietários com algumas posses em Vila Franca do Campo.
Realizou os seus estudos primários com o professor Luís António de Medeiros, em Vila Franca do Campo, preparando-se para a vida eclesiástica. A partir de 1902 exerceu funções como professor interino em Vila Franca do campo, enquanto aguardava a idade mínima para ordenação como presbítero. Completou os seus estudos no Seminário Episcopal de Angra, cidade onde foi ordenado presbítero em 1903. Celebrou missa nova na sua terra natal, em 25 de Janeiro daquele ano.
Com apenas 21 anos de idade, fundou e dirigiu a revista A Phenix, publicada em Vila Franca do Campo, a qual atraiu um conjunto notável de colaboradores, recrutados entre os mais distintos intelectuais açorianos do tempo. Publicada entre 15 de Julho de 1902 e Março de 1904, a revista surpreende pela sua qualidade, tanto mais quando editada por um jovem no limitado meio da Vila Franca de então. Um dos mais notáveis colaboradores foi Manuel António Ferreira Deusdado, com o qual Ernesto Ferreira manteria uma grande comunalidade de ideais políticos, nomeadamente na valorização da terra e do regionalismo como elementos definidores da nacionalidade.
Logo após a ordenação sacerdotal foi nomeado cura da freguesia das Furnas, localidade onde permaneceu até ser transferido, em 1905, para a matriz de Vila Franca do Campo, cargo que manteria até falecer. Em 1911 foi encarregue, da capelania da Santa Casa da Misericórdia de Vila Franca do Campo.
Logo após a sua colocação em Vila Franca do Campo é convidado para leccionar no Instituto de Vila Franca, fundado no ano anterior por Urbano de Mendonça Dias, em cujo Externato seria um dos mais reputados professores entre 1905 e 1931.
Para além das suas funções religiosas e docentes, Ernesto Ferreira interessou-se pela história natural, reunindo, essencialmente como autodidacta, um valioso acervo de conhecimentos nas áreas da geologia, da botânica e da zoologia. Estas áreas do saber, a par da etnografia, do folclore e da geografia humana, particularmente da ilha de São Miguel, foram os campos ao qual dedicou a sua curiosidade e sobre os quais deixou valiosa publicações. Para além disso também se interessou pela história dos Açores.
Revelando-se um trabalhador infatigável, desenvolveu um trabalho polifacetado, como aliás foi característica dos intelectuais açorianos das primeiras décadas do século XX, que foi assim descrito por José Agostinho, outros dos naturalista açorianos da época: A sua inteligência profunda, as suas faculdades de observação e de crítica, o seu escrúpulo científico, eram qualidades servidas excelentemente por uma extrema facilidade de exposição, uma ordenação cuidada das matérias, um estilo claro, correcto e elegante. As suas obras, a par de serem subsídios valiosos, que ninguém que pretenda estudar os Açores pode ignorar, constituem leitura aprazível mesmo para espíritos avessos à sabedoria.
Como publicista dirigiu os semanários Actualidade e A Crença, de Vila Franca do Campo, e colaborou, entre outros, no Autonómico’’, no Correio dos Açores e no Diário dos Açores.
Foi um dos fundadores e secretário da direcção da Sociedade de Estudos Açorianos Afonso Chaves, exercendo até à sua morte o cargo de co-director da revista Açoreana, o órgão daquela instituição.
Ernesto Ferreira integrou também o Grupo Português de História das Ciências, tendo sido colaborador da sua revista Petrus Nonius, na qual publicou alguns artigos sobre a história da ciência e da educação nos Açores.
Sofrendo de doença cardíaca e de dificuldades com a voz, Ernesto Ferreira deixou em 1931 de leccionar no Externato Vilafranquense, tendo abandonado também nos anos imediatos as suas actividades de orador sacro, campo em que ganhara grande reputação e era muito requestado para cerimónias religiosas.
A partir de então dedicou-se quase em exclusivo às suas actividades de investigação e escrita e às actividades pastorais na capelania da Santa Casa da Misericórdia de Vila Franca do Campo, funções que manteve até falecer.
Faleceu a 4 de Janeiro de 1943, sendo o seu funeral um evento muito concorrido pelo povo da Vila Franca do campo e amplamente noticiado pela imprensa da época, o que demonstra o prestígio que granjeara junto da comunidade que serviu durante tantos anos.
A sua colecção de história natural foi incorporada no Museu Carlos Machado, de Ponta Delgada, constituindo parte notável do seu acervo. Alguns dos inéditos que deixou, incluindo a obras Ao Espelho da Tradição e Os Três Patriarcas do Romantismo nos Açores, tiveram edição póstuma.
Logo após o seu falecimento, um grupo de admiradores, encabeçado pelo médico Augusto Botelho Simas (1897-1976), promoveu a erecção em Vila Franca do Campo de um monumento que perpetuasse a memória de Ernesto Ferreira. O monumento, consistindo num busto da autoria do escultor açoriano Francisco Costa num arranjo arquitectónico de Teotónio da Silveira Moniz, foi descerrado em cerimónia solene realizada a 9 de Março de 1952.  A inauguração do monumento foi acompanhada pela publicação de diversos artigos em sua memória.
Para além daquele monumento, Vila Franca do Campo lembra Ernesto Ferreira na toponímia, dedicando-lhe uma da suas ruas. O investigador é também lembrado como patrono de uma das escolas da vila, a Escola Básica e Jardim de Infância P.e Manuel Ernesto Ferreira, na freguesia urbana de São Pedro.

## Principais obras publicadas
Ernesto Ferreira é autor de algumas centenas de artigos, dispersos na sua maior parte pelos periódicos da ilha de São Miguel, com destaque para a revista A Phenix e para os jornais A Crença e O Autonómico. A lista que se segue inclui apenas as obras mais significativas, com ênfase para as da área da história natural.
- 1917 — Elogio Histórico de Bento de Góis. Ponta Delgada, Typ. A. Moderno.
- 1918 — "El-Rei D. Carlos I; Elogio fúnebre proferido no dia 1 de Abril de 1908, na Matriz de São Miguel, nas solenes exéquias mandadas celebrar pelo Senado de Vila Franca do campo". Revista Michaelense, ano 1: 3-7.
- 1919 — Esboço duma apreciação ou o Dr. Ferreira Deusdado, educador, filósofo e escritor. Ponta Delgada.
- 1920 — "Bispos filhos dos Açores (Breves notas biográficas)". Archivo dos Açores, 13: 575-577.
- 1921 — "Uma família histórica; O Conde de Botelho". Revista Michaelense, 4, 2: 411.
- 1921 — "Um educador micaelense: o padre João José d’Amaral". Revista Michaelense, 4, 2: 1001-1005.
- 1927 — A alma do povo micaelense. Ponta Delgada, Of. Artes Gráficas.
- 1932 — "La pesca dell’Albacora nelle Azzorre". Veneza: Note dell'Istituto Italo-Germanico di Biologia Marina di Rovigno d'Istria (1).
- 1933 — Ponta Garça e a sua Igreja Paroquial. Ponta Delgada.
- 1934 — "Viagem nupcial das eirós dos Açores". Açoreana, 1, 1: 4-9.
- 1935 — "Gigantes dos mares dos Açores". Açoreana, 1, 2: 74-85.
- 1936 — "O Coronel Francisco Afonso Chaves: O naturalista". Açoreana, 1, 3: 135-146.
- 1936 — "Gafarias nos Açores". Açoreana, 1, 3: 171-186.
- 1937 — "Escombrídas dos Açores". Açoreana, 1, 4: 211-221.
- 1937 — "O vilão das representações populares da Ilha de S. Miguel". Açoreana, 1, 4: 228-237.
- 1937 — "O arquipélago dos Açores na história das ciências". Lisboa: Petrus Nonius, 1, 1-2: 61-79.
- 1938 — "Ápodes dos Açores". Açoreana, 2, 1: 1-14.
- 1939 — "Antiguidade da poesia popular açoriana". Açoreana, 2, 2: 119-125.
- 1939 — "Seláceos dos Açores". Açoreana, 2, 2: 79-97.
- 1940 — "A pesca da albacora em 1938 e 1939 e pediculados nos Açores". Açoreana, 2, 3: 129-134.
- 1940 — "Reminiscências do teatro vicentino nos Açores". Açoreana, 2, 3: 152-159.
- 1940 — No sétimo centenário de Santo António de Lisboa (1231-1931). Vila Franca do Campo.
- 1940 — "Estudos filosóficos nos Açores. Esboço histórico". Lisboa: Petrus Nonius, 2, 4: 253-266.
- 1941 — "Doutor Alfredo Bensaúde, o professor e o mineralogista". Açoreana, 2, 4: 175-182.
- 1941 — "O arquipélago dos Açores, e a vaga sísmica do 1.º de Novembro de 1755". Açoreana, 2, 4: 219-223.
- 1941 — Monumentos do passado; A igreja e o convento da Caloira na ilha de São Miguel. Ponta Delgada.
- 1942 — As romarias quaresmais na Ilha de Sam Miguel: Sua origem e antiguidade. Vila Franca do Campo: Ed. do Autor (separata de Insulana, 15: 92-98; 19: 135-141).
- 1943 — Ao Espelho da Tradição. Ponta Delgada.
- 1943 — "Observações sobre alguns mamíferos dos Açores". Açoreana, 3, 2: 82-86.
- 1947 — Três patriarcas do romantismo nos Açores. Ponta Delgada: Instituto Cultural de Ponta Delgada.